# 2217 Eltigen
2217 Eltigen è un asteroide della fascia principale del diametro medio di circa 26,1 km. Scoperto nel 1971, presenta un'orbita caratterizzata da un semiasse maggiore pari a 3,1641419 UA e da un'eccentricità di 0,1590701, inclinata di 2,24376° rispetto all'eclittica.